# 徳増宏美

徳増 宏美（とくます ひろみ、1963年2月4日 - ）は、静岡県出身の元女子競艇選手。登録番号3194。身長150cm。血液型O型。56期。静岡支部所属。夫に元競艇選手の徳増富士雄（登録番号2859）、同期に日高逸子、熊谷直樹、三品隆浩らがいる。旧姓 仁科。

## 来歴
- 1985年、デビュー。
- 2000年2月29日、丸亀競艇場での「G1第13回女子王座決定戦競走」にG1初出場（2000年以前はG2）。
- 2000年6月13日、宮島競艇場での女子リーグ第7戦で初優勝。
- 2006年3月5日、浜名湖競艇場での「G1第19回女子王座決定戦競走」でG1初優出（5着）。
- 2010年11月4日、芦屋競艇場での「全日本オール女子選手権」最終日を最後に引退（節間成績35555244）。
- 引退後は、日本レジャーチャンネル（JLC）専属解説者として活動している。

## 戦績
- 出走回数：3944回
- 1着回数：522回
- 優出回数：25回
- 優勝回数：1回
- フライング(F)回数：16回
- 出遅れ(L)回数：4回
- 通算勝率：4.92
- 2連対率：28.63
- 3連対率：45.61
- 生涯獲得賞金：279,480,719円